# حكومة رياض الصلح الثالثة
الحكومة اللبنانية السادسة بعد الاستقلال والسادسة بعهد الرئيس بشارة الخوري، وهي ثالث حكومة يترأسها رياض الصلح. شكلت الحكومة بموجب المرسوم رقم 7686 بتاريخ 14 كانون الأول / ديسمبر 1946، ونالت الحكومة ثقة مجلس النواب بالإجماع، واستقالت الحكومة بتاريخ 7 حزيران / يونيو 1947.

## أعضاء الحكومة
- رياض الصلح رئيساً لمجلس الوزراء.
- صبري حمادة نائباً لرئيس مجلس الوزراء ووزيراً للداخلية.
- غبريال المر وزيراً للأشغال العامة.
- كمال جنبلاط وزيراً للاقتصاد الوطني ووزيراً للزراعة ووزيراً للشئون الاجتماعية.
- مجيد أرسلان وزيراً للبرق والبريد ووزيراً للدفاع الوطني.
- إلياس الخوري وزيراً للتربية الوطنية ووزيراً للصحة والإسعاف العام.
- هنري فرعون وزيراً للخارجية.
- عبد الله اليافي وزيراً للعدلية.
- كميل شمعون وزيراً للمالية.

## وصلات خارجية
- موقع رئاسة مجلس الوزراء الرسمي